# Bőny
Bőny község Győr-Moson-Sopron vármegyében, a Győri járásban.

## Fekvése
Magyarország északnyugati részén, Győrtől 17 kilométerre helyezkedik el, annak vonzáskörzetében, Győr-Moson-Sopron vármegye keleti szegletében, Komárom-Esztergom vármegye határán. A falutól mindössze 11 kilométerre fekszik Bábolna városa.
Az M1-es autópálya több kilométeren keresztül a település közigazgatási területének északi és nyugati határvonalánál húzódik; nagyrészt a területén található – de a belterülettől több kilométer távolságra – a Győr-kelet autópálya-csomópont. Főutcája a 8136-os út, amiből itt ágazik ki, a 36,700-as kilométerszelvénye táján a Rétalapra vezető 81 138-as számú mellékút. Keleti határszélén a 8152-es út húzódik, továbbá még egy útszakasza számozódik országos közútként: a 8136-osból 40,8 kilométer után északnak kiágazó 81 139-es út, ami Bőny-Szőlőhegyre vezet.
A községnek nincs vasúti összeköttetése. A legközelebbi vasútállomás Nagyszentjánoson, illetve Győrben található.
Az éghajlata erősen kontinentális jellegű. A falu mellett folyik az év nagy részében jelentéktelen vízhozamú Bakony-ér, amely a múltban áradásaival komoly károkat okozott. Az időjárás viszonylagos szélsőségességével is magyarázható, hogy a 20. század fordulóján az egyik legjelentősebb háziállat az igénytelen juh volt a településen. Létezik még egy ritkaságnak számító ősdiófás terület.

## Története és mai élete
A község határában néhány évtizeddel ezelőtt végzett kutatófúrások során melegvizes forrást találtak, melyet akkor lezártak. Az első emlékek, amelyek a térség lakott voltára utalnak, az újkőkorszakból származnak. A múltban végzett kutatások a bronzkorból származó eszközöket, fegyvereket hoztak a felszínre Szőlőhegyben, Örkénypusztán és Györgyházán. A rómaiak uralma idején a terület lakott térség volt, aminek ékes bizonyítéka a győri Kőtárban megtekinthető síremlék.
Bőny nevével egy 1235-ben kiadott oklevélben találkoztunk Buun, majd 1240-ben Buhun alakban. A település neve valószínűleg a „Bő” személynévből ered, amely feltehetően a térségben birtokkal rendelkező családot jelölik. A Bő név török eredetű, jelentése nemzetségfő. A község 1300-ban a Cseszneky család birtoka volt.
A mai Bőny területén a 13. századtól kezdve önálló településként találkozunk Örkény nevével, melyet oklevelek először 1220-ban Irkin, majd 1222-ben Vrken néven jelöltek. Fontos állomásként szerepel Örkény múltjában az 1391. esztendő, ugyanis ekkor készült el a Szent Mihály arkangyal tiszteletére épített templom, amely mintegy 18 lépés átmérőjű kör alakú építmény volt. A település életének legnehezebb korszakai közé sorolható a török hódoltság időszaka, amikor Bőny és Örkény minden bizonnyal lakatlanná vált. Az 1700-as évek végén megkezdődik a térség számos kisebb településének egyesítése.
A község múltjának egyik kiemelkedő időszaka volt az 1848–49-es forradalom és szabadságharc. A temetőben ma is gondozzák Pálffy Károly huszár főhadnagy sírját, aki a komáromi várért folytatott harcokban sebesült meg. A faluban a reformált hitvallású gyülekezet már 1785-ben iskolát működtetett. A közbirtokosság révén nagyon szoros kapcsolat alakult ki Bőny és Rétalap között már a 18. században. 1888. március 19-én Bőnyt és Rétalap községeket egyesítik Bőnyrétalap néven. A második világháború befejeződésekor a földosztás után rövid idővel megalakítják az első szövetkezetet, Szabad Május 1. néven.
Bőny 1959-ben lett „szocialista község” hat termelőszövetkezettel. Bőny és Rétalap több mint 100 éves közös együttlét után 1992. január 1-jén szétvált. A község külterülete a Szőlőhegy, amely a viszonylag kevés állandó lakos mellett egyre több, hétvégi telekkel, házzal rendelkezőt vonz oda. A falu belterületén ma már kevés építési telek alakítható ki. Emiatt mindinkább előtérbe került a régi házak felújítása, átalakítása. Az 1945 előtti években a falu területén több középbirtokos, illetve bérlő élt, a saját társadalmi helyzetüknek megfelelő életkörülményeket alakították ki.  Ennek ma is látható emlékei az átalakított kastélyok. Ezek az épületek díszes lakóépületek, kúriák voltak. A község értékei, közé tartozik a három, felújított templom. A településen három nagy történelmi egyház van jelen.
Legkisebb számban az evangélikus, megközelítőleg azonos számban a református és a katolikus hívek. 1945 előtt nagy számú volt a zsidóság, de a közösség a holokauszt következtében elpusztult. Az egyházak az elmúlt évtizedek, okozta kábultságból ébredve mind fontosabb szerepet, töltenek be a település életében.
Bőny az élet minden területén Győrhöz kötődik, így közlekedésében is. Győrön kívül közvetlen autóbuszos összeköttetés van Bábolnával és Budapesttel is (csak oda irányban a hét első munkanapját megelőző munkaszüneti napon (vasárnap)). A munkaképes lakosság nagy része ingázik a győri ipari üzemekbe, jelentős számú a helyben foglalkoztatottak száma is. A falunak van kultúrotthona, ebben található a községi és az iskolai könyvtár. Az iskola fennhatósága alá tartozik a sportközpont, amely a tornacsarnokot, a labdarúgópályát és a bitumenes kézilabdapályát foglalja magában. Az orvosi rendelőt 2003-ban újították fel, mint Egészségügyi Központot. Itt a rendelő, a védőnő és a gyógyszertár egy helyen található, illetve innen látja el Rétalap községet is. A számítógépes adatbázisa kísérletként a megyei kórházéval egyesítve lett.
A település a Bakonyér Önkormányzati Társulás tagja.
2016. október 26-án a faluban egy, az egész országot megrázó rendőrgyilkosság történt.
A közeljövő egyik nagyon fontos feladatának tekinti a Képviselő-testület a településen lévő kúriák – többek között a községháza – felújítását.

## Közélete

### Polgármesterei
- 1992–1994: Bogdán László (független)[3]
- 1994–1998: Bogdán László (független)[4]
- 1998–2002: Böhm Csaba (független)[5]
- 2002–2006: Bőhm Csaba (független)[6]
- 2006–2010: Dr. Muraközi László Károly (független)[7]
- 2010–2014: Dr. Muraközi László Károly (független)[8]
- 2014–2019: Dr. Muraközi László Károly (független)[9]
- 2019–2024: Szabó Csaba (független)[10]
- 2024– : Farkas János (független)[1]

## Népesség
A település népességének változása:
| Lakosok száma | 2122 | 2165 | 2151 | 2176 | 2208 | 2239 | 2216 |
|               | 2013 | 2014 | 2015 | 2021 | 2022 | 2023 | 2024 |

A 2011-es népszámlálás során a lakosok 77,8%-a magyarnak, 2,5% cigánynak, 0,5% németnek mondta magát (22,1% nem nyilatkozott; a kettős identitások miatt a végösszeg nagyobb lehet 100%-nál). A vallási megoszlás a következő volt: római katolikus 43,4%, református 10,3%, evangélikus 2,8%, görögkatolikus 0,8%, felekezeten kívüli 5,2% (36,5% nem nyilatkozott).
2022-ben a lakosság 89,9%-a vallotta magát magyarnak, 0,8% németnek, 0,6% cigánynak, 0,4% ukránnak, 0,1% románnak, 0,1% lengyelnek, 2,1% egyéb, nem hazai nemzetiségűnek (9,7% nem nyilatkozott; a kettős identitások miatt a végösszeg nagyobb lehet 100%-nál). Vallásuk szerint 27,8% volt római katolikus, 9,2% református, 2,4% evangélikus, 0,3% görög katolikus, 0,1% ortodox, 1,3% egyéb keresztény, 1,4% egyéb katolikus, 12,8% felekezeten kívüli (44,6% nem válaszolt).

## Látnivalók
- Bothmer-kúria (a községháza épülete)
- evangélikus templom
- Református templom
- Római katolikus templom
- Világháborús emlékmű
- II. világháborús katonasírok
- Zsidó temető

## Testvértelepülések
- Vásárút (Trhová Hradská), Szlovákia 1992-től

## Képtár

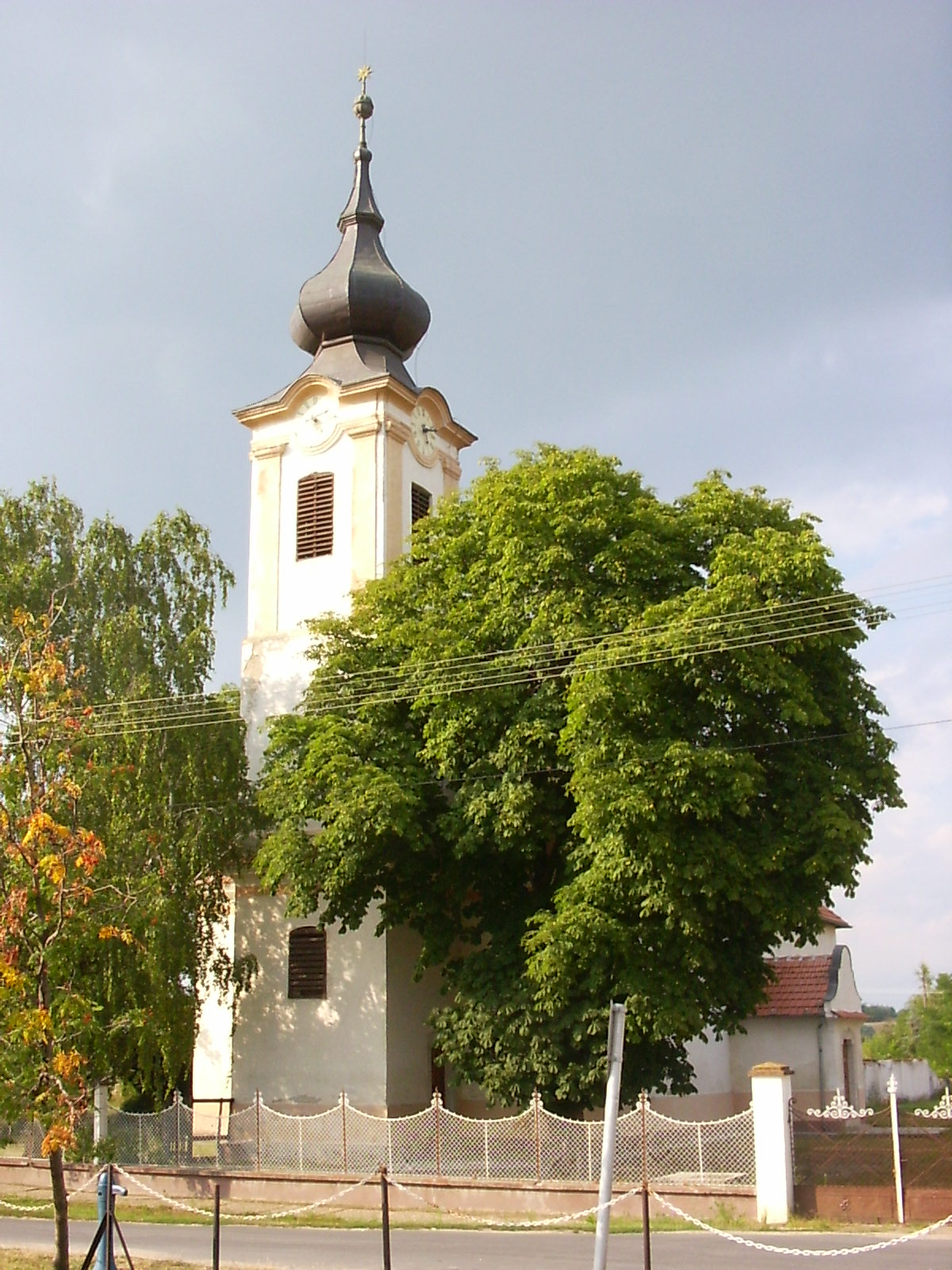
Református templom
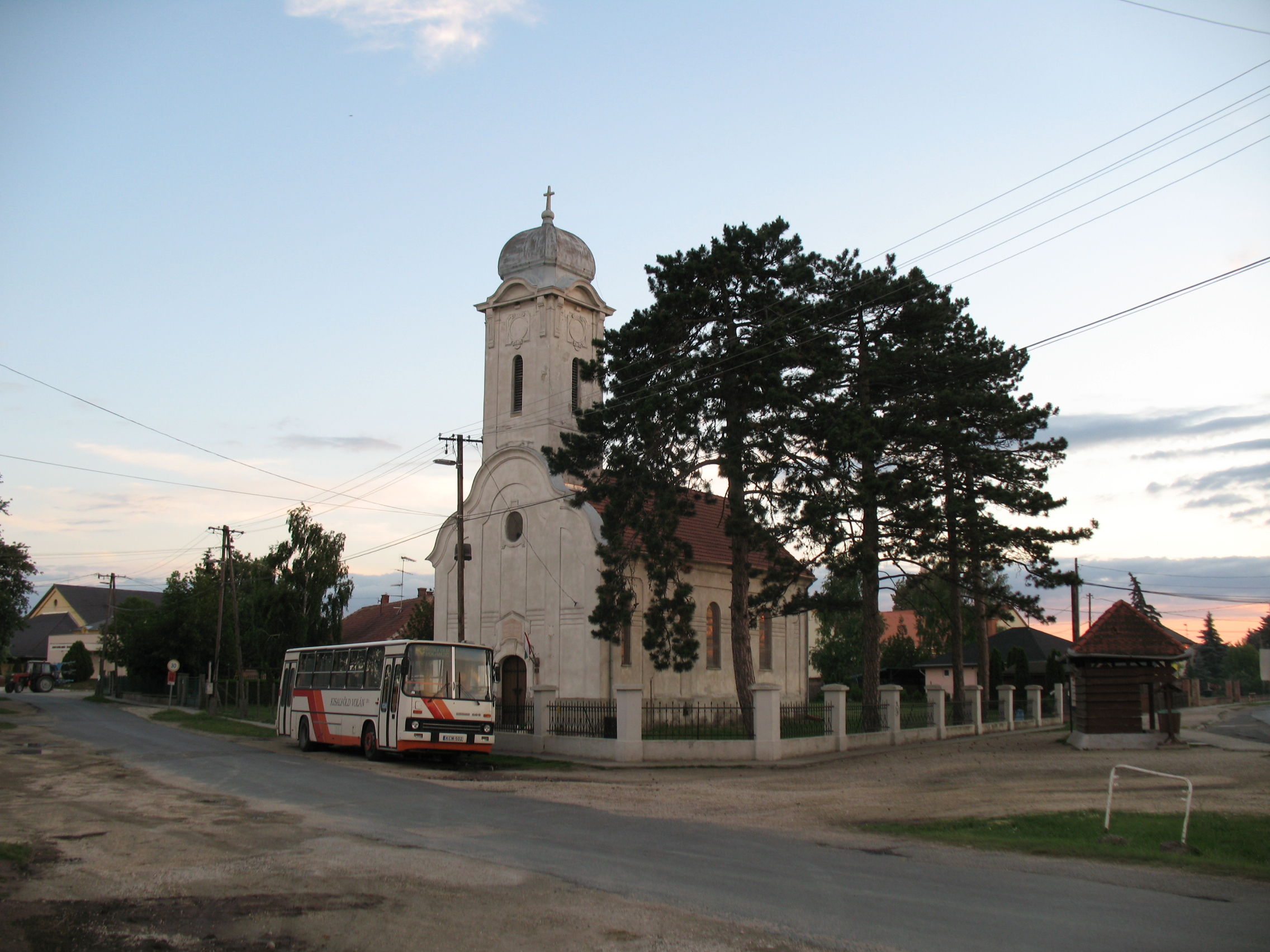
Evangélikus templom
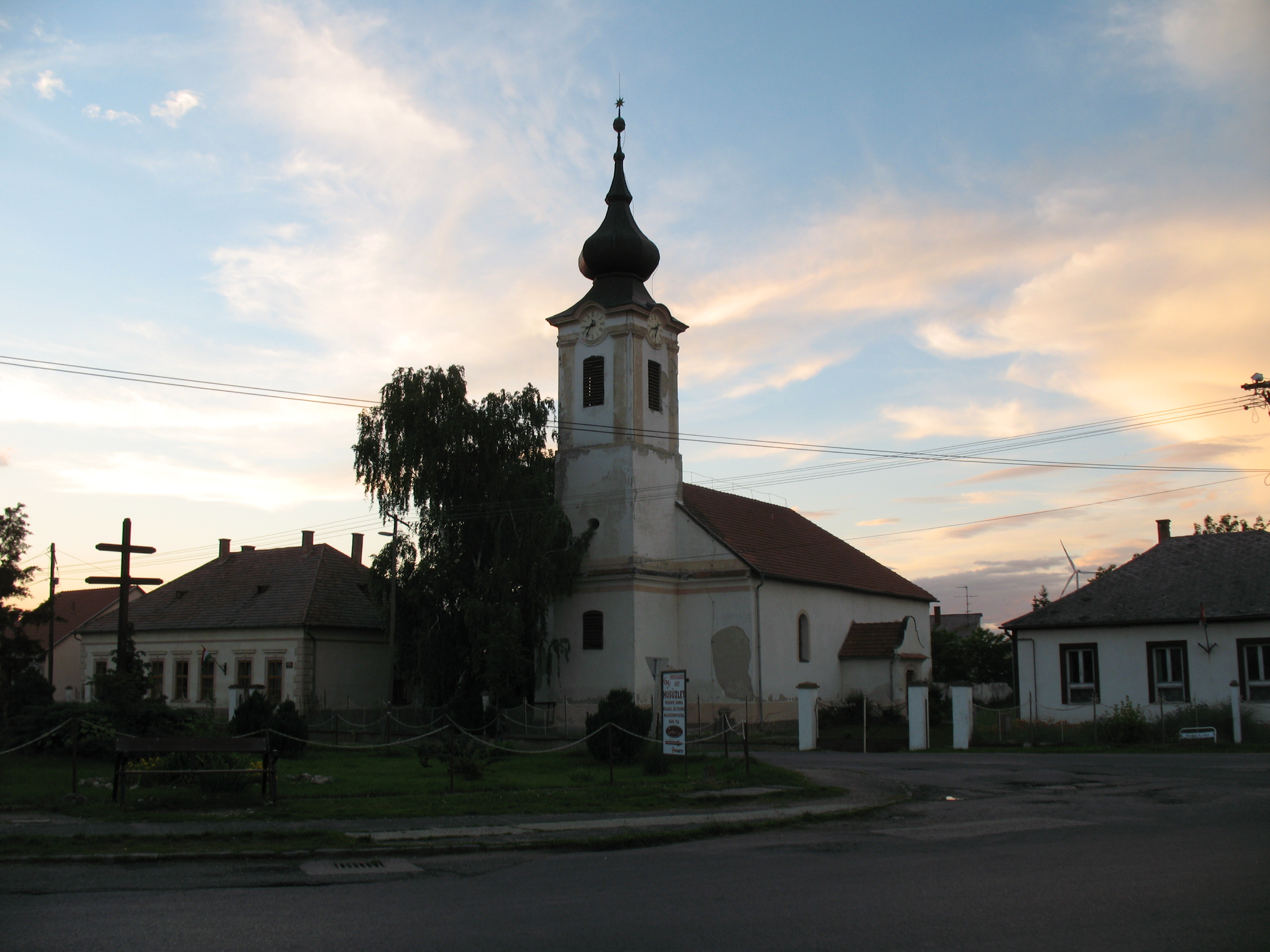
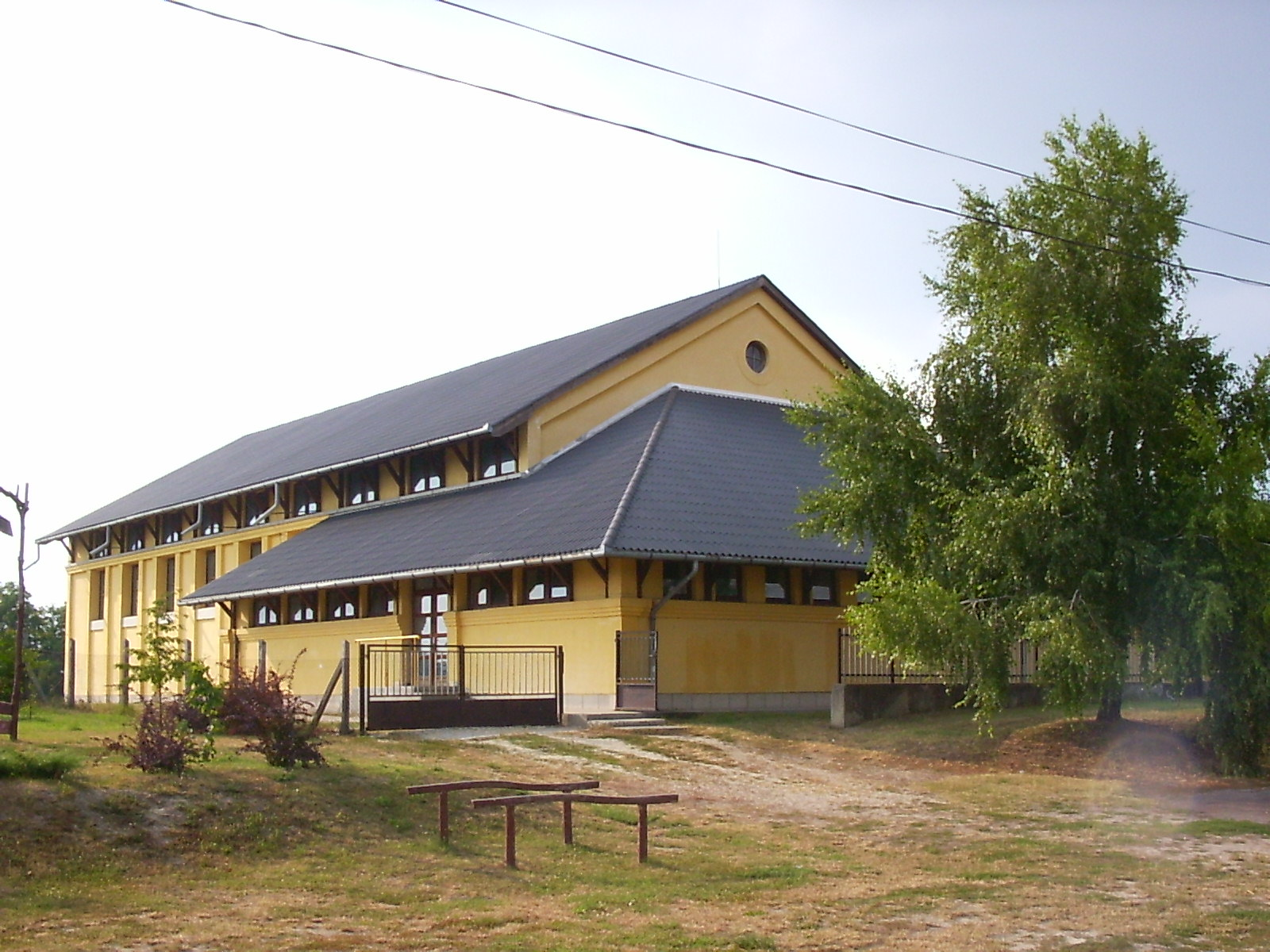
Iskola és községi sportcsarnok
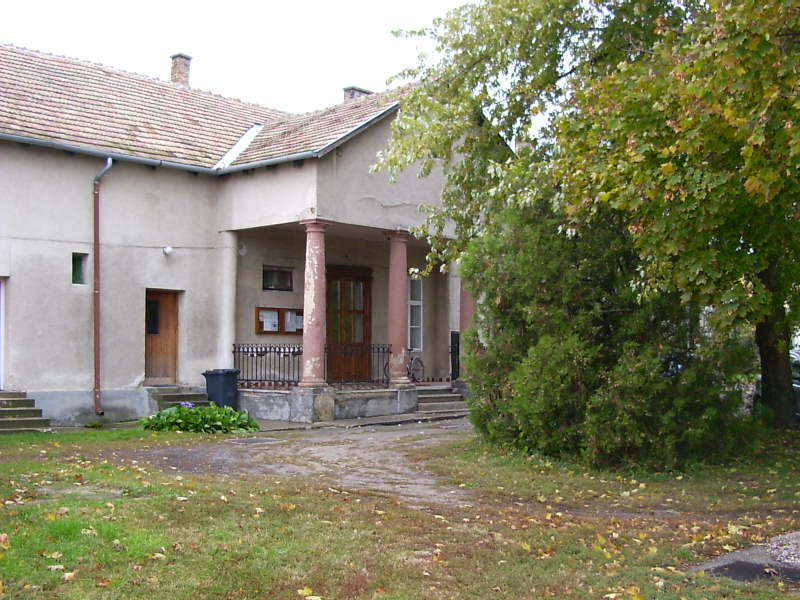
A Bothmer-kúria ma községháza
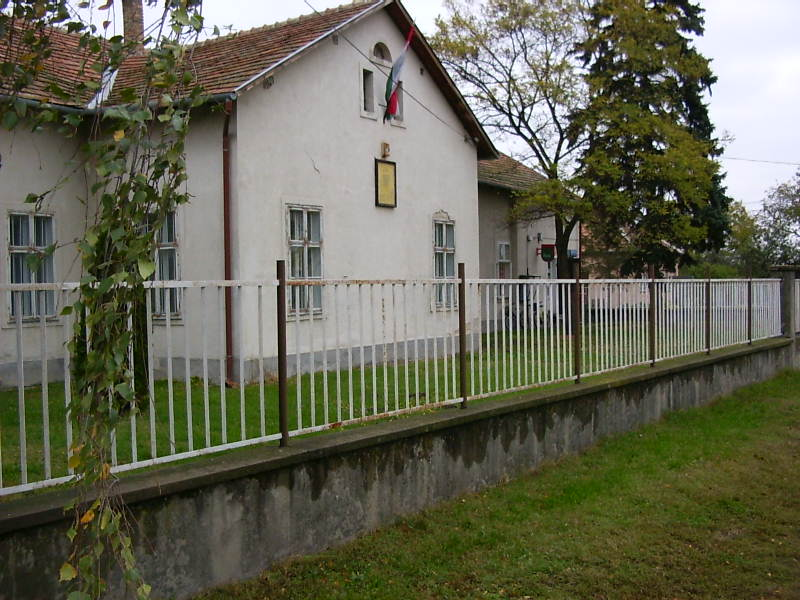
Községháza elölről
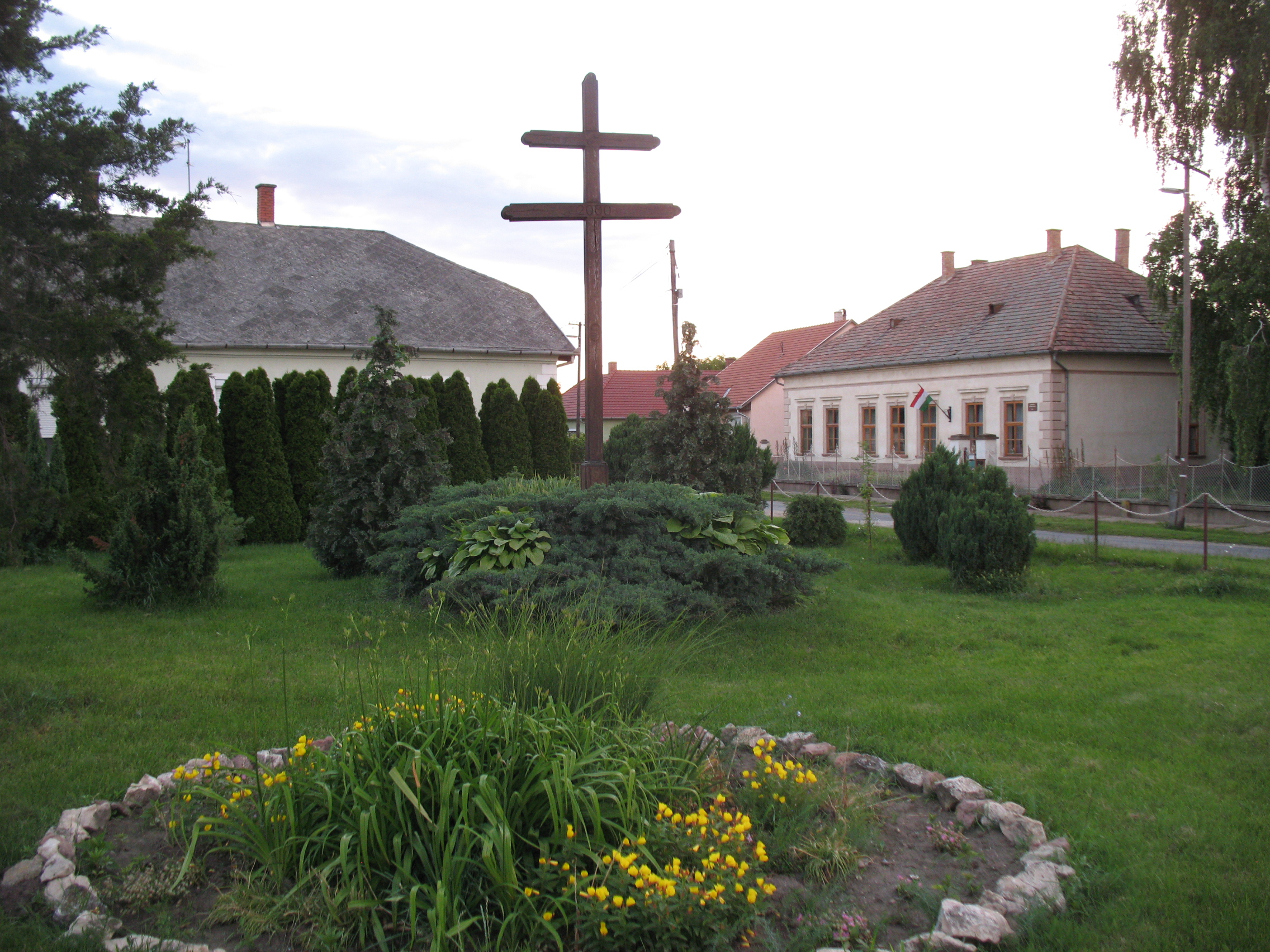
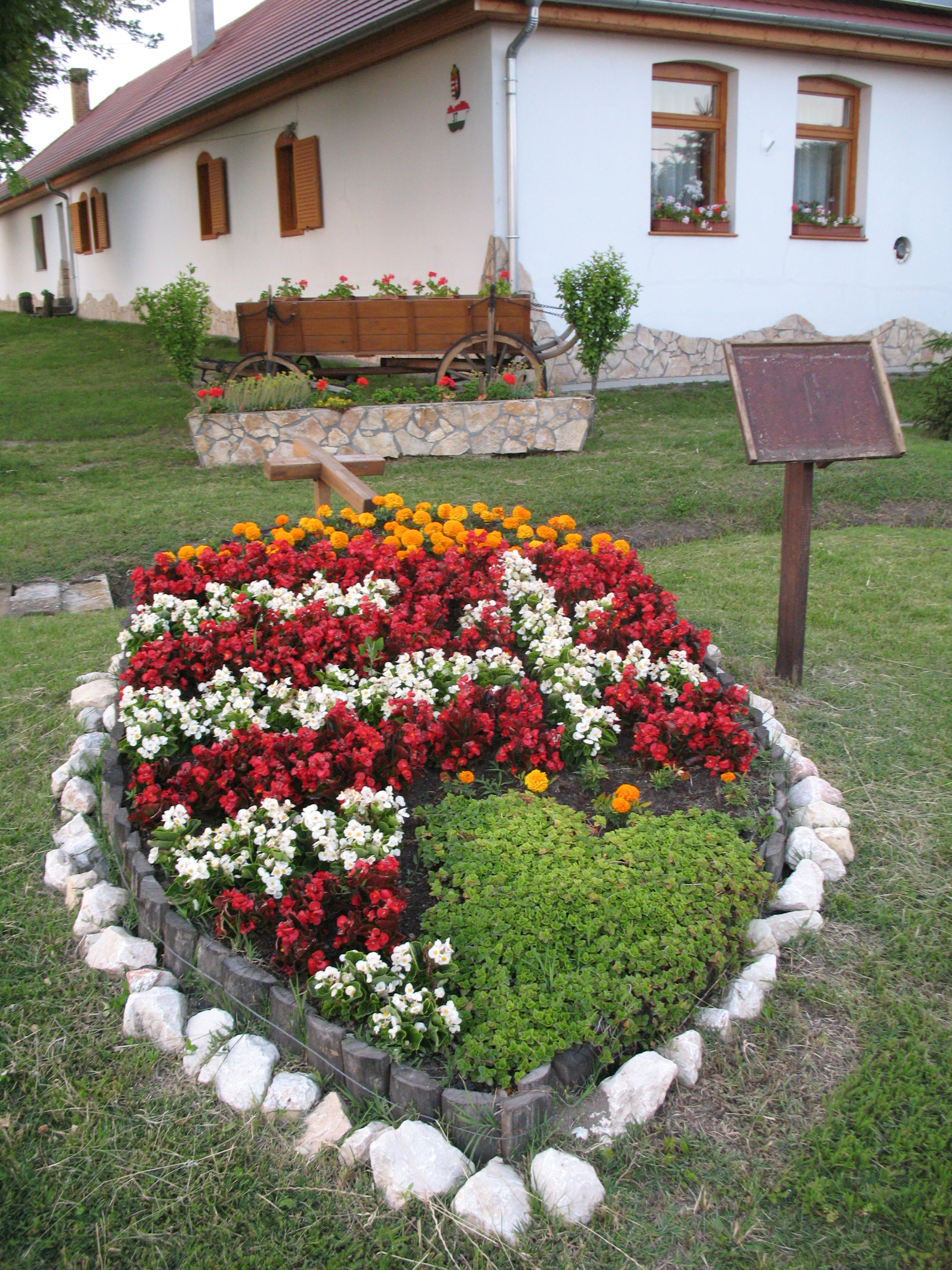
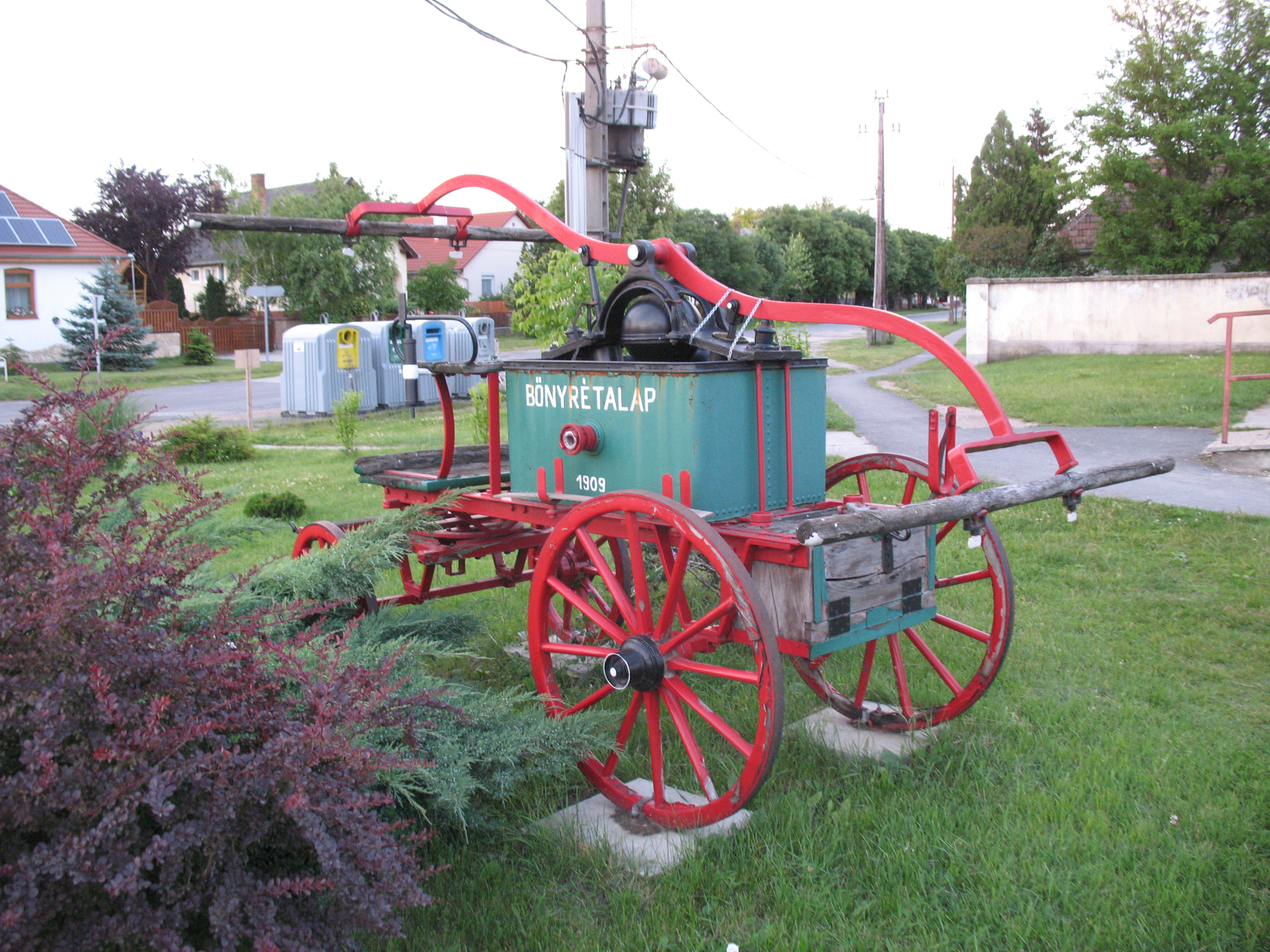
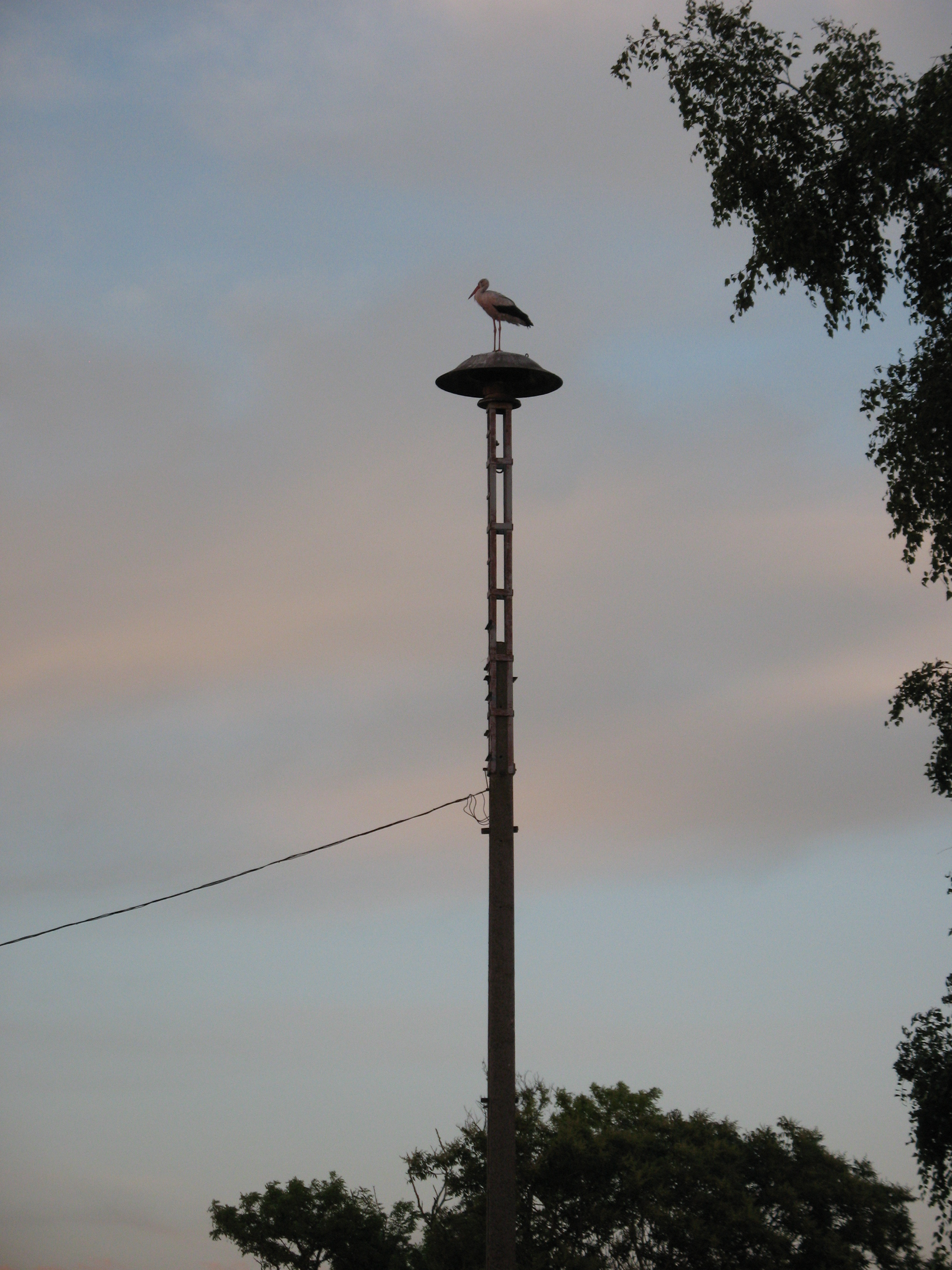
Gólya 2013-ban
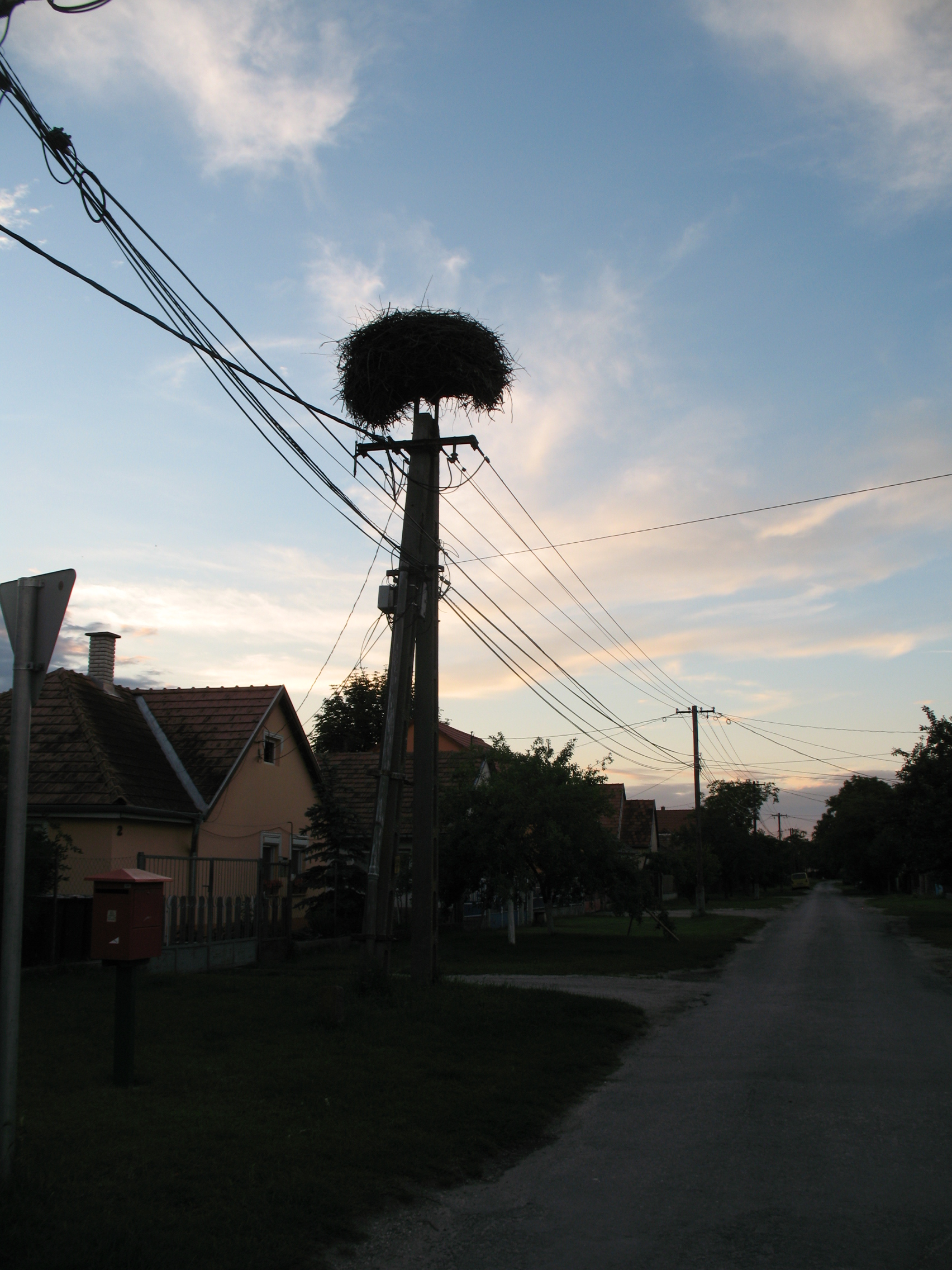
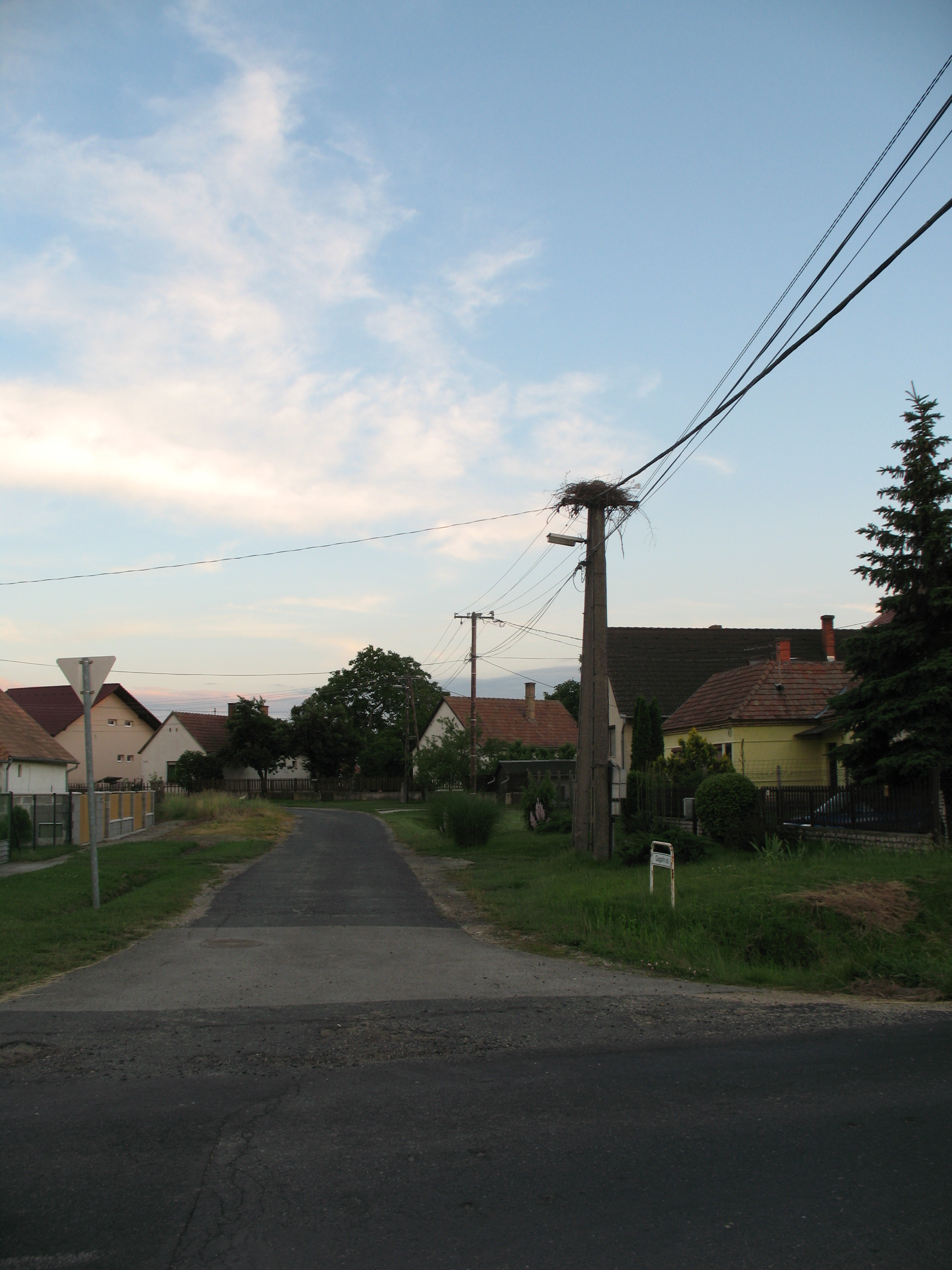